# Real Football
Real Football é uma série de jogos eletrônicos de esportes e de futebol eletrônico desenvolvidos e publicados pela Gameloft para PCs, consoles e celulares.

## Plataformas

### Android
O jogo está disponível de graça para a plataforma Android  (4.0+) com o nome de "Real Football". O jogo já foi baixado mais de 5 milhões de vezes e tem uma nota média de 3,9 (de 5,0) na loja oficial da plataforma da Play Store.

## Jogos
É constituída por esses seguintes jogos:
- - Real Football 2008
  - Real Football 2009
  - Real Football 2010
  - Real Football 2011
  - Real Football 2012
  - Real Football 2013
  - Real Football 2014